# جزيرة أوتويا

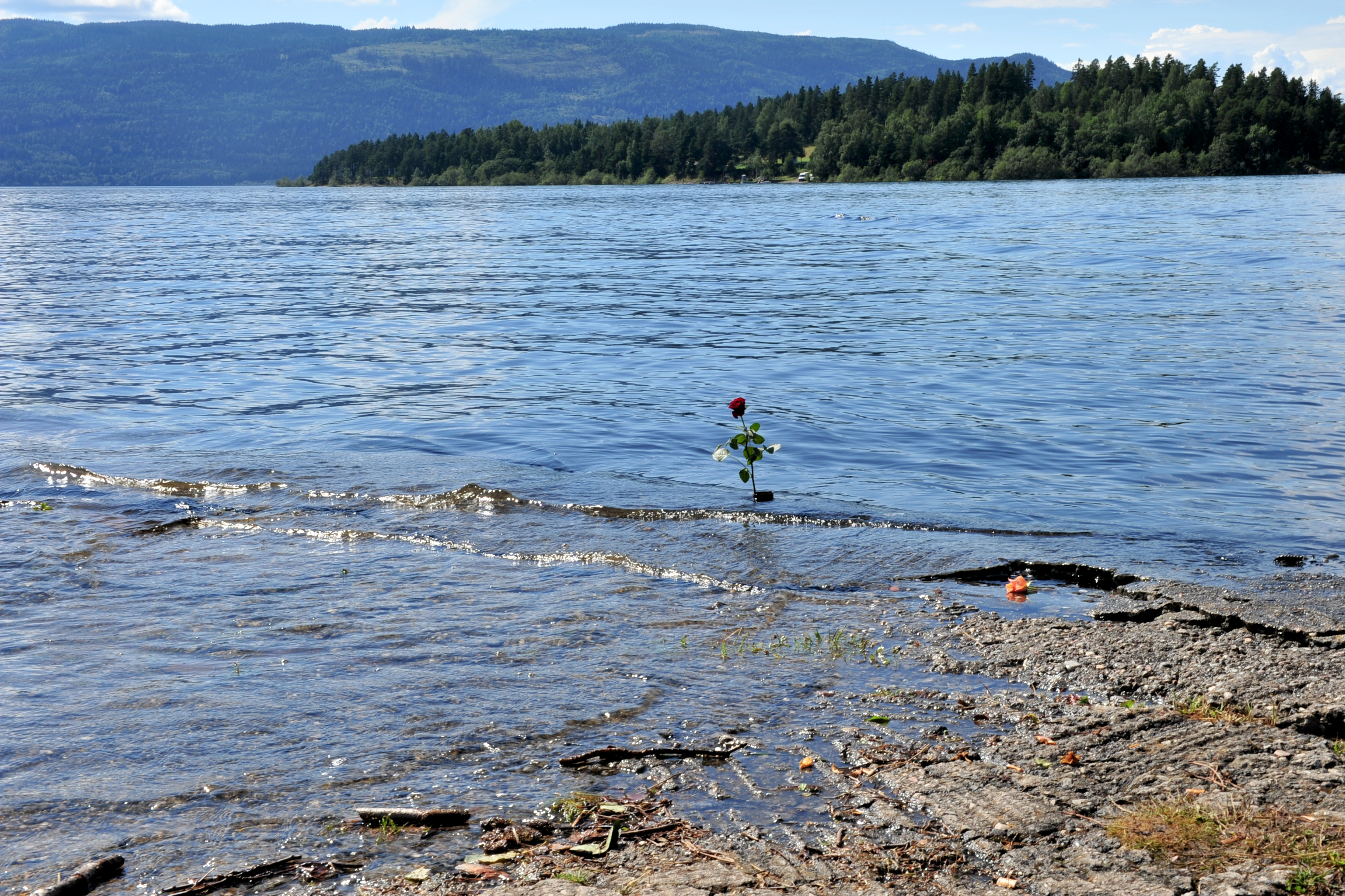
جزيرة أوتويا.

أوتويا (بالنرويجية: Utøya) هي جزيرة في بلدية هوله (Hole)، في مقاطعة بوسكرود، بالنرويج. تبلغ مساحتها 10.2 هكتارًا، وتقع على ارتفاع 500 متر من خط البحر. الجزيرة مملوكة لشبيبة حزب العمال السياسي، التي تقيم مخيما صيفيا سنوياً هناك. مُنحت الجزيرة كهدية في أغسطس 1950 من قِبل كونفدرالية أوسلو للاتحاد التجاري، وهي هيئة تعاونية للمنظمات المهنية الرئيسية. ويمكن استخدام الجزيرة لمكان للتخييم وللمناسبات، وتُدار تجارياً بواسطة أوتويا أيه إس.

## الحادث الإرهابي في 2011
المقالة الرئيسية: هجوما النرويج
في 23 يوليو عام 2011 وقع حادث إطلاق نار كثيف في المخيم الصيفي لرابطة شباب حزب العمال، حيث كان هناك 500 إلى 700 شخص. جاء شخص إلى الجزيرة عرّفته وسائل الإعلام باسم أندرس بهرنغ بريفيك مرتديًا زي الشرطة وأخبر مَن بالجزيرة أنه جاء لأسباب أمنية بعد الانفجار الذي وقع في أوسلو منذ ساعة، ثم أطلق النار على مَن في الجزيرة. خلّف إطلاق النار والتفجير في أوسلو 77 قتيلًا.